# Natuurpark Montseny

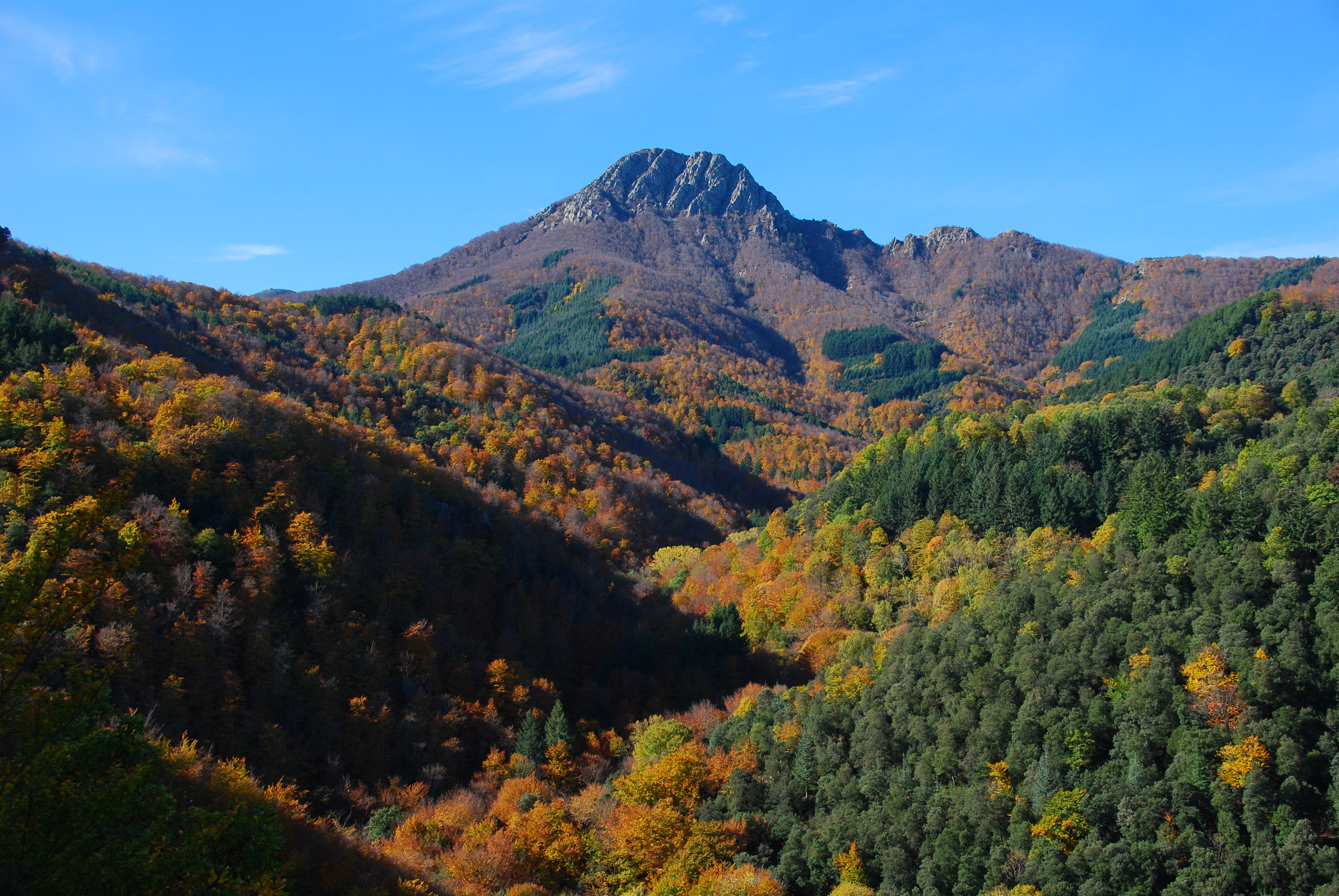

Het Natuurpark Montseny (Catalaans: Parc Natural del Montseny/Spaans: Parque natural de El Montseny) is een natuurpark in Catalonië in Spanje. Het natuurpark werd opgericht in 1978 en is 31063 hectare groot. Het natuurpark omvat bergen en bossen en is ook een Unesco-biosfeerreservaat.